# Must Be the Feeling
Must Be the Feeling — песня английского электронного дуэта Nero с их дебютного альбома Welcome Reality, ставшая седьмым и финальным синглом с этой пластинки. Релиз состоялся в Великобритании путём цифровой дистрибуции 5 марта 2012 года. Песня заняла 25 место в UK Singles Chart, и девятое в UK Dance Chart.

## Музыкальное видео
Видеоклип был выложен на YouTube 10 февраля 2012 года.

## Список композиций
| №  | Название              | Длительность |
| -- | --------------------- | ------------ |
| 1. | «Must Be the Feeling» | 4:03         |

| №  | Название                                           | Длительность |
| -- | -------------------------------------------------- | ------------ |
| 1. | «Must Be the Feeling» (Radio Edit)                 | 3:07         |
| 2. | «Must Be the Feeling» (Live)                       | 6:42         |
| 3. | «Must Be the Feeling» (Flux Pavilion & Nero Remix) | 5:10         |
| 4. | «Must Be the Feeling» (SebastiAn Remix)            | 4:41         |
| 5. | «Must Be the Feeling» (Brookes Brothers Remix)     | 4:42         |
| 6. | «Must Be the Feeling» (Azari & III Remix)          | 6:16         |
| 7. | «Must Be the Feeling» (Kill the Noise Remix)       | 4:25         |

## Чарты
| Чарт (2012)                     | Наивысшее место |
| ------------------------------- | --------------- |
| Великобритания (OCC UK Singles) | 124             |
| Великобритания (OCC UK Dance)   | 25              |